# Logan Schilder
Logan Bryce Schilder (Bellingham, Washington; 5 de diciembre de 1996) es un jugador de baloncesto estadounidense que actualmente se encuentra sin equipo. Su posición es pívot.

## Trayectoria
Nacido en Bellingham, Washington, es un pívot formado en Bellingham High School de su ciudad natal hasta 2015, fecha en la que ingresó en Whatcom Community College, situado también en Bellingham, para jugar durante la temporada 2015-16.
En 2018, cambia de universidad e ingresa en la Universidad de Western Washington, donde jugaría durante cuatro temporadas la NCAA División II con los Western Washington Vikings, desde 2016 a 2020.
Tras no ser drafteado en 2020, firma por el Chin Min Dragons UBC St.Pölten de la Admiral Basketball Bundesliga.
En la temporada 2021-22, firma por el Hestia Menorca de la Liga LEB Plata.
El 6 de julio de 2022, firma por el Yoast United de la BNXT League.